# Dendrophthora densifrons
Dendrophthora densifrons là một loài thực vật có hoa trong họ Santalaceae. Loài này được (Ule) Kuijt mô tả khoa học đầu tiên năm 1996.